# Tupiperla modesta
Tupiperla modesta är en bäcksländeart som beskrevs av Froehlich 1998. Tupiperla modesta ingår i släktet Tupiperla och familjen Gripopterygidae. Inga underarter finns listade i Catalogue of Life.